# Лудвиг I (Лойхтенберг)
Лудвиг I фон Лойхтенберг (на немски: Ludwig I von Leuchtenberg; * ок. 1430; † сл. 21 декември 1487) от фамилията на ландграфовете на Лойхтенберг, е граф на Халс, днес в Пасау (1463 – 1486).

## Произход и управление
Той е син на граф Леополд фон Лойхтенберг († 1463), от 1440 г. имперски княз, и съпругата му Лиза фон Алб (* ок. 1400). Брат е нa Фридрих V († 1487), ландграф на Лойхтенберг (1463 – 1487).
Братята си поделят земята. Фридрих V управлява и резидира в град Пфраймд, а Лудвиг I в Графство Халс. През 1486 г. неженият Лудвиг продава Графство Халс за годишна рента на Айхбергите.